# Clemens Hess
Clemens Hess (* 8. September 1850 in Zug; † 27. Januar 1918 in Frauenfeld) war ein Schweizer Lehrer, Physiker und Meteorologe.

## Leben und Werk
Hess war der Sohn des Jakob und der Anna Marie Magdalena, geborene Fridlin, und studierte von 1869 bis 1873 Mathematik und Physik am  Politechnikum Zürich. Anschliessend war er Lehrer für Physik am Technikum Mittweida in Sachsen. Hier lernte er seine spätere Frau Elisabeth, geborene Fischer, kennen. Ihr Sohn war Walter Rudolf Hess.
Ab 1877 lehrte Clemens Hess vierzig Jahre lang Physik an der Kantonsschule Frauenfeld. Er trat der Thurgauischen Naturforschenden Gesellschaft bei, deren Präsident er von 1893 bis 1904 war. Hess hielt zahlreiche Vorträge zumeist über Erfindungen im Bereich der Elektrizität, angefangen bei der Beleuchtung bis hin zur drahtlosen Telegrafie. Seine Dissertation «Über Helligkeit und Arbeitsverbrauch elektrischer Glühlampen» schrieb er 1886.
Hess’ Forschungshauptgebiet bildete die Meteorologie. Auf seine Anregung hin wurden im Kanton Thurgau 24 Regenmessstationen geschaffen, die 1879 in Funktion traten. Er galt schweizweit als Autorität auf dem Gebiet der Gewitterwolken. Seine «Hageltabellen» wurden von den Versicherungsgesellschaften als Basis für die Prämienberechnung verwendet.
Als Mitglied der Eidgenössischen Erdbebenkommission betrieb Hess auch Erdbebenforschung.